# Заболотский сельсовет (Витебская область)
Заболотский сельсовет — административная единица на территории Оршанского района Витебской области Беларуси.

## Состав
Заболотский сельсовет включает 17 населённых пунктов:
- Горная Веравойша — деревня.
- Гребенево — деревня.
- Дачная — деревня.
- Долженицы — деревня.
- Заболотье — агрогородок.
- Зайцево — деревня.
- Заслоновка — деревня.
- Ломачино — деревня.
- Нижняя Веравойша — деревня.
- Новое Хороброво — деревня.
- Орловщина — деревня.
- Подгайщина — деревня.
- Пузырево — деревня.
- Старое Хороброво — деревня.
- Старь — деревня.
- Татарск — деревня.
- Туровичи — деревня.